# Battaglia del vigneto di Krithia
La battaglia del vigneto di Krithia (in inglese Krithia Vineyard) ebbe luogo dal 6 al 13 agosto 1915, durante la campagna di Gallipoli nella prima guerra mondiale, sulla penisola turca di Gallipoli. Lo scontro fece parte dell'offensiva d'agosto voluta dal generale inglese sir Ian Hamilton, nel tentativo di prendere il controllo dello stretto dei Dardanelli.

## Antefatti
Il comandante diretto delle forze britannico sul campo, il tenente generale Aylmer Hunter-Weston, morì sul campo in luglio, in seguito alla battaglia di Gully Ravine. Il suo sostituto, il tenente generale Francis Davies, arrivò nei primi d'agosto ma non aveva già assunto il comando quando cominciarono delle azioni diversive per ingannare i turchi, in modo che lo sbarco a Suvla potesse essere attuato con perdite ridotte. I diversivi furono effettuati dalle truppe sbarcate a Capo Elles, ovvero l'VIII Corpo d'armata comandato dal generale Street, che si dimostrò un abile successore di Hunter-Weston.

## La battaglia

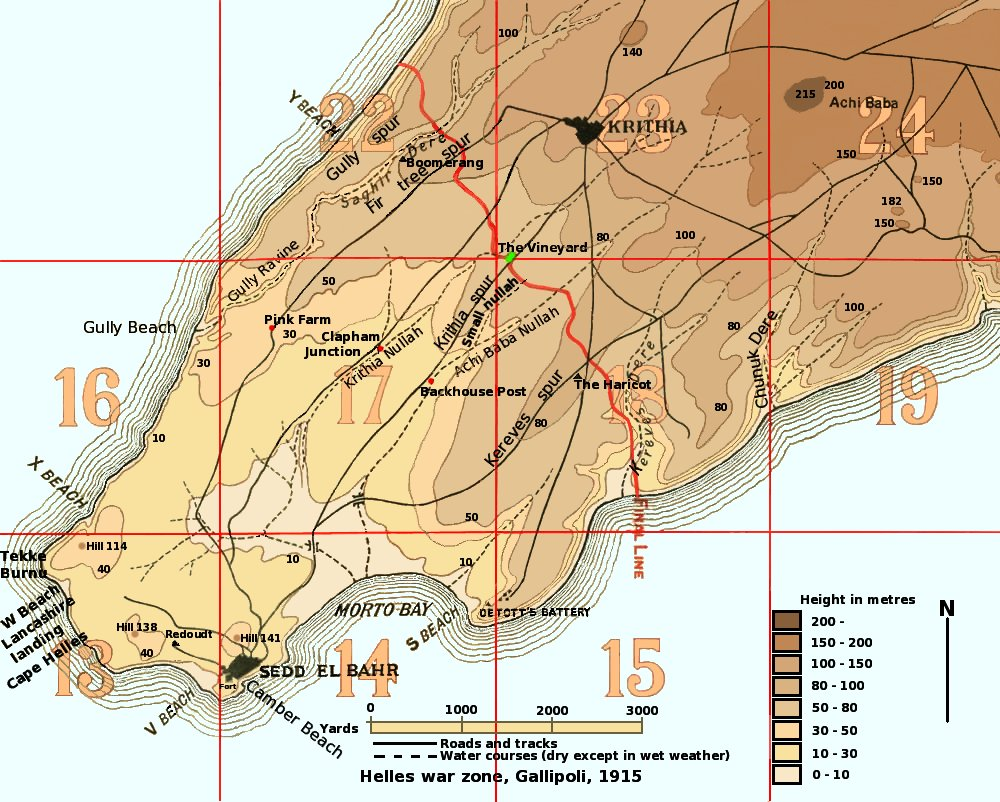
Mappa del campo di battaglia

La scarsità di artiglieria costrinse i comandanti a dividere il piano diversivo, presso il vigneto di Krithia, in due parti: l'88ª brigata della 29ª Divisione britannica avrebbe attaccato nel pomeriggio del 6 agosto, mentre due brigate della 42ª divisione avrebbero attaccato il giorno seguente.
Esse erano di fronte a quattro divisioni turche, tre delle quali fresche, e altre due in riserva.
L'attacco dell'88ª brigata permise la cattura di alcune trincee turche che vennero recuperate dal 30º reggimento ottomano con un contrattacco. I britannici in seguito riattaccarono e riconquistarono le trincee nemiche. I turchi contrattaccarono nuovamente e rispedirono indietro gli inglesi. Il tentativo britannico di guadagnare terreno fallì e l'88ª brigata venne definitivamente distrutta come unità da combattimento.
Circa alle 09:40 del 7 agosto, la 42ª Divisione britannica attaccò sul fianco destro del settore controllato dall'88ª brigata. La 127ª brigata riuscì a rompere le linee turche della 13ª Divisione ottomana, la quale riconquistò il terreno perso con un contrattacco.
I contrattacchi turchi dal 7 al 9 agosto e i combattimenti nell'area continuarono fino al 13 agosto quando finalmente cessarono. Il settore della battaglia sarebbe rimasto il più attivo e violento per tutto il resto della campagna.

## Conseguenze
Due Victoria Cross furono assegnate ad uomini appartenenti alla 42ª Divisione britannica durante i combattimenti a Krithia Vineyard.
Le perdite britanniche nelle prime ventiquattro ore di combattimento, comprendenti le vittime dell'88ª brigata e della 42ª Divisione, furono 3 469. Le vittime britanniche totali, probabilmente si aggirano poco oltre le 4 000. Le vittime turche stimate furono di circa 7 000 uomini..
Come per l'altro diversivo, la battaglia di Lone Pine, l'attacco fallì e con esso il tentativo di distrarre i rinforzi turchi dall'offensiva principale. Già la mattina del 7 agosto, i reggimenti turchi furono dispiegati sul fronte principale sulla cresta Sari Bair.